# Hadanur, Heggadadevankote
Hadanur là một làng thuộc tehsil Heggadadevankote, huyện Mysore, bang Karnataka, Ấn Độ.